# Col du Bonhomme
Der Col du Bonhomme (dt.: Diedolshauser Pass) ist ein Pass über den Kamm der Vogesen. Er liegt auf einer Höhe von 949 m im Gemeindegebiet von Le Bonhomme im Elsass. Er verbindet das elsässische Weisstal mit dem Tal der Meurthe in Lothringen (Gemeinde Plainfaing) über die ehemalige Nationalstraße 415. Die Entfernung nach Saint-Dié-des-Vosges im Westen beträgt 26 km und die Entfernung nach Colmar im Osten 32 km.
Von Nord nach Süd wird die Passhöhe von der Gipfelstraße Route des Crêtes und dem Fernwanderweg GR 531 gequert, die hier beide entlang des Gebirgskamms vom Col du Louschbach (978 m) zum Col du Pré de Raves (1009 m) führen. Auf der Passhöhe befinden sich zwei Gastwirtschaften.
Der Col du Bonhomme ist besonders beim Schwerlastverkehr beliebt, da er nicht so hoch wie der Pass Col de la Schlucht ist und im Gegensatz zum Maurice-Lemaire-Tunnel bei Sainte-Marie-aux-Mines keine Mautgebühr anfällt.
Im Jahr 1949 wurde der Col du Bonhomme auf der 20. Etappe der Tour de France befahren. Diese Zeitfahretappe von Colmar nach Nancy gewann der spätere Gesamtsieger Fausto Coppi.